# Cafés Excella
Cafés Excella était une société française créée en 1905 et spécialisée dans la torréfaction du café.  
Depuis son rachat en 1996, elle est la filiale française du groupe Suisse Drie Mollen devenu United Coffee. 
La société Excella a été radiée du registre du commerce et des sociétés le 26 janvier 2015, son dernier siège social était à Valence 83 Allée Bernard Palissy.  

## Activité
Après avoir longtemps distribué du café sous sa propre marque, la société est désormais spécialisée dans la torréfaction de café destiné aux marques de distributeurs. 

La société était notamment basée à Barjouville avec un entrepôt à Lempdes (où se trouvait son site historique et son usine principale). 

## Produits
La société était  labellisée par l'organisme Max Havelaar pour la commercialisation de café issu du commerce équitable. 